# 佐久間由美子
佐久間 由美子（さくま ゆみこ、1966年2月1日 - ）は、日本のフルーティスト。国立音楽大学客員教授、山形大学講師。水戸室内管弦楽団団友。東京都出身。

## 経歴
1982年、東京芸術大学音楽学部附属音楽高等学校よりパリ国立音楽院に入学。1984年満場一致のプルミエ・プリを得て卒業。
帰国後はソリストとして、日本各地の主要なオーケストラと協演を重ねるほか、室内楽の演奏にも力を注いでおりジャパン・チェンバー・オーケストラ、オイロス･アンサンブル、マスター･ウインド･プレイヤーズinパルテノンのメンバーとして多くの演奏会に出演している。
1983年ランパル国際コンクール第1位。及びジョゼフ・ランパル賞受賞。1984年ボルドー国際フェスティバル金メダル受賞。1985年第1回神戸国際フルートコンクール第2位入賞。1989年村松賞、1992年モービル音楽賞奨励賞を受賞。

## CD
- ガーネット・ガーデン／不思議な楽器～オンド・マルトノ　原田節（オンド・マルトノ）
- トラヴィアータ／オイロス・アンサンブル
- ベートーヴェン：交響曲第3番「英雄」、ニールセン：フルート協奏曲
- アンリエット・ピュイグ＝ロジェの肖像
- ヴィント～オイロス・アンサンブル・デビュー～／オイロス・アンサンブル・クインテット
- 木曽音楽祭　第2集
- 三枝成彰セレクションVOL.2　2つの幻（2枚組）